# Menemerus hottentotus
Menemerus hottentotus är en spindelart som beskrevs av Embrik Strand 1907. Menemerus hottentotus ingår i släktet Menemerus och familjen hoppspindlar. Inga underarter finns listade i Catalogue of Life.